# Завадский, Пётр Васильевич
Зава́дский Петр Васильевич (1838, Полтава — 1894) — русский революционный деятель; во время обучения в Харьковском университете один из организаторов и руководителей Харьковско-Киевского тайного общества (1856—1860) с целью произведения «переворота существующего образа правления в России». 
Сын священника. Принимал участие в студенческом движении; по воспоминаниям Л. Ф. Пантелеева, состоял в кружке Я. Н. Бекмана.
В 1856 году Петр Завадский исключался из Харьковского университета, но вновь был принят на учебу. 
26 января 1860 года Завадский был арестован за участие в Харьковско-Киевском тайном обществе, проект устава которого был найден в его бумагах, и сослан в Олонецкую губернию под надзор для определения на службу в одном из уездных городов. В ссылке был сначала в Каргополе, а затем, в 1862 году, в Петрозаводске, где служил чиновником Олонецкого губернского правления. В связи с перехваченными письмами М. Д. Муравского, в июле 1862 года был снова арестован и 29 июля заключён в Петропавловскую крепость, в которой содержался до 22 января 1863 года. По постановлению Высочайше учрежденной следственной комиссии от 18 января 1863 года снова возвращён на место ссылки под усиленный надзор полиции.